# Ada Dallas
Ada Dallas (Ada) è un film psicologico del 1961 diretto da Daniel Mann, tratto dall'omonimo romanzo di Wirt Williams.

## Trama
Un gruppo di speculatori, capeggiato da un certo Sylvester, riesce a far eleggere alla carica di Governatore un giovane agricoltore di nome Bo Gillis. Bo è tanto buono quanto ingenuo e non s'accorge neppure di essere l'uomo di paglia di un gruppo di affaristi. Se ne accorge solo quando resta ferito in un attentato, ma a quel punto Sylvester prova a fare lo stesso gioco con Ada, la moglie di Bo. La donna però, nonostante il suo passato non sia esattamente cristallino, non si fa strumentalizzare

## Produzione
La Metro-Goldwyn-Mayer acquistò i diritti del romanzo Ada Dallas di Wirt Williams per poi annunciare il 17 settembre 1959 che la protagonista del film sarebbe stata Elizabeth Taylor. Il 12 febbraio 1960, per il ruolo di Ada, fu indicata Ava Gardner e il 7 maggio 1960 fu annunciato che la scelta definitiva cadeva su Susan Hayward. Il titolo originale fu modificato da Ada Dallas in Ada per non creare confusione con un altro film prodotto nel 1937 da Samuel Goldwyn, diretto da King Vidor e intitolato Stella Dallas.